# Leigraaf (Posterholt)
De Leigraaf is een beekje dat langs de bebouwde kom van Posterholt stroomt. 
De beek splitst af van de Vlootbeek en stroomt dan weg naar het noorden, parallel aan de Boomstraat (Posterholt). Na verschillende scherpe bochten gaat de beek parallel aan de Hoofdstraat. Nadat de beek onder een brug van de Donckerstraat gaat, krijgt de beek vele kleine bochten. De beek gaat weg van de bebouwde kom, en splitst op in twee kleinere beekjes, die beiden geen officiële naam hebben. De linker volgt een paadje richting de Vlootbeek, waar ze samenkomen tot de grotere Vlootbeek. De rechter beek gaat langs het kasteel en de gasterij Aerwinkel, waarna ook deze beek samenkomt met de Vlootbeek. De beek is gemiddeld 2 meter breed.